# Hârșova
Hârșova es una ciudad con estatus de oraș de Rumania en el distrito de Constanţa.

## Geografía
Se encuentra a una altitud de 25 m sobre el nivel del mar y a una distancia de 183 km de la capital, Bucarest.

## Demografía
Según estimación 2012 contaba con una población de 11 346 habitantes.
| 1948 | 1956 | 1966 | 1977 | 1992  | 2002   | 2012  |
| 3762 | 4761 | 7519 | 8239 | 10394 | 10 097 | 11346 |